# Franklin (Peanuts)
Franklin is een personage uit de Amerikaanse stripreeks Peanuts, bedacht door Charles M. Schulz. Hij werd geïntroduceerd op 31 juli 1968.

## Personage
Franklin was het eerste Afro-Amerikaanse personage dat in de strip voorkwam. Hij zat op dezelfde school als Peppermint Patty en Marcie. In zijn debuutstrip ontmoette hij Charlie Brown op het strand. Hier vertelde hij aan Charlie dat zijn vader als soldaat in de Vietnamoorlog vocht. Later bracht Franklin een bezoek aan Charlie’s buurt en maakte kennis met Charlie’s vriendenclub.
Franklin speelt mee in het honkbalteam van Peppermint Patty. Hij dient hierin als tegenpool van Linus. Tevens citeert hij vaak uit het Oude Testament. Franklin heeft net als Charlie grote interesse in zijn grootvader.

## Achternaam
In de strip wordt Franklin enkel bij zijn voornaam genoemd. Volgens de animatiespecial You're in the Super Bowl, Charlie Brown is Franklins achternaam Armstrong.

## Controversiteit
Toen Franklin zijn intrede deed in de strip, was de rassensegregatie een belangrijk punt van debat in de Verenigde Staten. Zijn introductie in de strip was derhalve onderwerp van enige controverse. Vooral het feit dat de andere personages in de strip Franklin direct accepteerden riep bij veel lezers vragen op.
Schulz hield echter vol dat er geen politieke motivatie was verbonden aan de introductie van Franklin. In 1997 maakte Schulz bekend dat hij een brief had ontvangen van een redacteur waarin stond dat hij op zich niets tegen een Afro-Amerikaans personage had, maar waarin hij Schulz wel vroeg Franklin niet in dezelfde school af te beelden als de andere personages. Schulz negeerde de brief.